# 阿拉梅西納
阿拉梅西納（西班牙語：Aramecina），是洪都拉斯的城鎮，位於該國南部，由山谷省負責管轄，始建於1578年，面積108.8平方公里，海拔高度130米，2001年人口6,035，人口密度每平方公里55.47人。
13°45′N 87°43′W / 13.750°N 87.717°W